# 美佳子の非難GO!GO!
『美佳子の非難GO!GO!』（みかこのひなんゴー!ゴー!）は、2000年10月から2001年3月までラジオ日本で放送されていたラジオ番組。パーソナリティーは高橋美佳子、田中理恵。

## 概要
高橋美佳子の冠番組であり、田中理恵は助っ人として番組の途中から参加。また、「シスターりえりえの懺悔の部屋」にはシスターりえりえが登場する（設定上、田中理恵とは別人）。
普通のお便りや高橋に対する文句や愚痴を募集する（番組中期には「ふつおた」よりも「田中理恵」と「シスターりえりえ」に対する弄り倒しネタが多く読まれるようになった）。
番組オープニングは、社会奉仕活動として高橋が体当たりでその回に届いたハガキやメールを錘に鼻フックを付けたり低周波治療機を身に付けて始まる。番組の内容は、主にハガキやメールの紹介とフリートーク、「シスターりえりえの懺悔の部屋」のコーナーを軸に展開される。
他の高橋の番組と同様、挨拶は「ぱよぱよ」。

## シスターりえりえの懺悔の部屋
番組のメインコーナーであり、回によってはこのコーナーのために番組があるような体となった。
シスターりえりえにアシスタント（手下）の美佳子を通じて、人には言えない事打ち明け懺悔するコーナー。先述したが、シスターりえりえと田中理恵は設定上はまったくの別人である。
第1回は、リスナーからのハガキがまだないということでスタッフの懺悔だったが、最初の懺悔は構成作家の阿部が「田中理恵をオカズに性欲処理した」という初っ端から下ネタだった。このように当初から、下ネタや弄りネタが多かったが、公開録音（第7回）を機に、田中を弄り倒すコーナーと化した。そのため、中期頃には「スカートの中が見えそう」などのセクハラ程度は、シスターも理解できる範囲内とのことで許された。
シスターりえりえ自体も、当初は穏やかで寛大だったが次第にやさぐれていった。しかし、年を越して誕生日も間近となると、心機一転、寛大かつ弾けたキャラとなった。が、その後わずか1ヶ月あまりで再びバッシングが増加、回を重ねるごとに投げやりさは増してゆき、末期になると、遂には高橋からも「たらこ」呼ばわりの裏切りを受け、乱心の末に「シスター」というキャラクターは崩壊した。
裁定
「許します」「許されます」
- 神の言葉を聞き、シスターりえりえによる救いの言葉。
  - 田中を褒める言葉や高橋の天然事、榎本温子などが絡んだ話題だと出やすい。
  - 「良いですよ、美佳子さんなら全て許されますので」トイレに入ったあと手を洗わないことを暴露された高橋に対して（第2回）
  - 「私もNHKの料金は払っておりません」オリンピック中継をNHKで観たのに受信料を払っていないことを懺悔するリスナーに「許します」と言った理由。（第2回）
  - 番組中盤以降は、パッシングでも田中にとって悪い内容でなければ許した。
  - 最終回となった第26回では、「これまでのすべてを許します」という最後の言葉を残して、修道院に戻っていった。

「台本通りです」
- 番組中期からフォローとして使われ、終盤には多用された言葉。

「神のみぞ知ります」「神のみぞ知る」「神に委ねます」
- 返答に困るような内容の懺悔を聞いた際、話を振ってくる高橋から逃げるためにシスターりえりえがよく使った言葉。たまに「神のみ知ります」とも言う。

「懺悔してください」「許しません」など
- シスターりえりえに対する弄りネタやバッシングについては目を瞑ることはあったが、逆に田中や高橋あるいは榎本温子のバッシングには容赦しない。

「裁きの業火に焼かれるとよいでしょう」
- 神のお告げを聞いたシスターの最高罰。最初に使われたのは、高橋のアルバム『超プラドル』を売却したリスナーに対して（第2回）

## 放送リスト
- 第1回 - 2000年10月6日
- 第2回 - 2000年10月13日
- 第3回 - 2000年10月20日
- 第4回 - 2000年10月27日
- 第5回 - 2000年11月3日
- 第6回 - 2000年11月10日
- 第7回 - 2000年11月17日（松戸ミューラスホールでの公開録音）
- 第8回 - 2000年11月24日
- 第9回 - 2000年12月1日
- 第10回 - 2000年12月8日
- 第11回 - 2000年12月15日
- 第12回 - 2000年12月22日
- 第13回 - 2000年12月29日
- 第14回 - 2001年1月5日
- 第15回 - 2001年1月12日
- 第16回 - 2001年1月19日
- 第17回 - 2001年1月26日
- 第18回 - 2001年2月2日
- 第19回 - 2001年2月9日
- 第20回 - 2001年2月16日
- 第21回 - 2001年2月23日
- 第22回 - 2001年3月2日
- 第23回 - 2001年3月19日
- 第24回 - 2001年3月16日
- 第25回 - 2001年3月23日
- 第26回 - 2001年3月30日（最終回）

## エピソード・名言
- 「ふつおぱ」（高橋美佳子）「ふつおた」のこと。
- この番組が始まる以前に、高橋美佳子が出演していた番組がほぼ同時に終了したことや高橋本人のことで、リスナーから「第1回がこんなに心配な番組ははじめてです」という意見が届いた。
- 「美佳子は理恵ちゃんの清純イメージをぶち壊しにしてしまう危険性がある。確かに、うん、清純イメージを、うーん、ぶち壊してしまうかもしれない。むしろぶち壊したい!」（高橋美佳子）オープニングでの田中に対する発言（第1回放送）
- 「声優さんっていろんなタイプがわかれてるみたいで、なんか美佳子ちゃんが汚れ系だって」（番組タイトルについて聞いた田中理恵へのスタッフの返答）
- 「美佳子の立場も調教される側からりえりえに手取り足取り腰取り教える側」「この番組が終わるころ半年後にはですね、美佳子に毒された…美佳子色に染まったりえりえの出来上がりっすね」（高橋美佳子）オープニングでの発言（第2回）
- ハガキを読み間違えて、リスナーの本名を読んだことがある。（第2回）
- 「まりおちゃん」（高橋美佳子）山本麻里安のことを呼び間違えて。（第3回）
- 「声優アイドルの鏡」（鼻フック実施直後）体を張る高橋に対するスタッフの労いの言葉。（第6回）
- 「バトルマスターりえ レベル26」（高橋美佳子）「そう、26なの」（田中理恵）「美佳子はまだ14」（高橋美佳子）ドラゴンクエストの話が出た直後の発言。（第5回）
- 「まぁ、ホントにご本人にかけた場合はですね、直接本人に制裁を加えると思いますのでね」（シスターりえりえ）「シスターりえりえの懺悔の部屋」のコーナーで、「テレビ画面の田中に唾を吐いた」という懺悔を受けて。（第6回）
- 「こういう方は、ぱよっこネームじゃなくて本名で言ってくださいと神が言っております」（シスターりえりえ）高橋の写真を切り抜いたら、裏の田中の顔が真っ二つになったという懺悔を受けて。（第6回）
- 「はい、裁きの業火に焼かれぬよう神に祈りなさい」（しすたーりえりえ）懺悔する人に釘を刺すつもりで発言。しかし、中には田中本人を目の前にして弄る人もいた。（第7回）
- 「心にある黒いものがわきあがってしまうのは、仕方のないことです」（シスターりえりえ）「友人が恋人と別れたことにホッとしてしまった」という懺悔を受けて。（第7回）
- 「声優としてのプロ根性?いや、違うだろ!芸人としてのプロ根性?」（高橋美佳子）公開録音（第7回）の時、鼻フックを装着した高橋を労う言葉を受けて。（第8回）
- 「もう、書かないからね! サインしか! 絵は書かないから!」（田中理恵）サインに添えたイラストを馬鹿にされて。（第9回）
- 「シスターりえりえ懺悔しろ」（リスナー）「えわたくしはそんなつもりはないのですけれど」（田中理恵）「さようでございますね」（高橋美佳子）「そのように思わせてしまったということですね…ああ、神よ! どんなことでもいたします!神よ、この罪をお許しください!」（田中理恵）パッシングの増加で投げやりっぽくなっていたことを受けて。（第9回）
- 「1100グラム」（高橋美佳子）番組冒頭の鼻フック装着時付けた最大の重さ。これ以降、「軽い」と発言。
- 「悪魔と契約しないといけないですからね」（シスターりえりえ）パッシングの増加について、高橋から「むかつくはがきやメール出した人は、りえりえの力で地獄に落としてやったらどうか」と聞かれて。（第10回）
- 「罰ですか? う～ん...縛り首ですね」（シスターりえりえ）美人と褒めておきながら、3日で田中理恵のファンをやめたリスナーに対して。（第11回）
- 「シスターりえりえ、お許しください。許しませんって、もう、その時点で言いそうになって危なかった」（シスターりえりえ）パッシング続きで"反射的に言いそうになった"との発言。（第12回）
- 「うさみみをつけると怪しい風俗のお姉さんにしか見えない高橋美佳子ちゃん」（田中理恵）年明けに高橋への仕返しとして読んだハガキに書かれていたことをそのまま読んで。（第13回）
- 「年賀状用に取った別の着物」（高橋美佳子）成人式で着た着物について聞かれて。（第15回）
- 「美佳子はAカップじゃなくてBカップだー!」（高橋美佳子）低周波治療機によるバストアップのアドバイスを受けて。（第18回）
- 「急にビクターとミューラスから多額の生命保険をかけられた高橋美佳子ちゃん、美佳子ちゃん、さよなら」（田中理恵）リスナーの冗談ネタを受けて。なお、当番組終了から半年後の2001年9月にミューラスが解散、高橋はアイムエンタープライズに移籍している。（第21回）
- 「タラコ唇は辞めてください!」（シスターりえりえ）「ごめんなさい、タラちゃん」（高橋美佳子）「美佳子さん!」（シスターりえりえ）「唇」ネタの懺悔を受けて。（第21回）
- 「神様、私だって人間です! 　理恵さんのタラコネタを書く憎ったらしいリスナーのことぶっ壊したくなることだってあるんです!! いつまでも笑ってませんよ...」（シスターりえりえ）第21回で高橋に「タラコ」呼ばわりされたことで、その手のパッシングが増えたのを受けて。（第22回）
- 「"たらこ"と言わないで!! 何（なん）でもいいから言わないで!! 勝手（かって）にタラコといわないで!!リップはいたって普通です!! ええ加減にこっちもキレるで! 許しまへん!!」（田中理恵）自らの名前で「あいうえお作文」を作って発言。（第24回）
- 「あー、っていうかぁ、かったるって感じ...シスターりえりえです」「なんでぇ? 別にいいじゃん! 別にこれが私の地って感じ?」「...っていうかちゃらいんだよね...。こんな夜遅くにやってられないって感じ」（シスターりえりえ）最終回にしてキャラクターが崩壊したシスターの発言。（第26回・最終回）

田中理恵・シスターりえりえへの弄り倒しに使われた言葉
- 「garnet（ガーネット）」田中理恵のソロ初のフルアルバム。高橋のアルバム『超プラドル』と比較され、ネタにされた。また、「ガーリック」との誤植ネタにもされ、末期には「たらこ」と意味づけられた。
- 「ウーパールーパー」 田中に似ているということから。（第6回）
- 「唇（の厚さ）」末期には高橋からも「付け唇」「タラコ唇」仕舞いには「タラちゃん声優」と言われる羽目に。